# Austrosynapha ibarrai
Austrosynapha ibarrai är en tvåvingeart som beskrevs av Duret 1973. Austrosynapha ibarrai ingår i släktet Austrosynapha och familjen svampmyggor. Inga underarter finns listade i Catalogue of Life.